# Alfred Jones
Alfred "Al" Jones, född 1 oktober 1946 i Detroit, är en amerikansk före detta boxare.
Jones blev olympisk bronsmedaljör i mellanvikt i boxning vid sommarspelen 1968 i Mexico City.